# Diwakar Prasad
Diwakar Prasad (ur. 6 września 1984) – indyjski bokser, olimpijczyk.

## Kariera amatorska
W 2003 r. reprezentował Indie na pierwszych w historii igrzyskach afro-azjatyckich. W ćwierćfinale tych igrzysk pokonał reprezentanta Kenii Davida Kasinę, wygrywając przed czasem w trzecim starciu. W półfinale jego przeciwnikiem był mistrz igrzysk azjatyckich z 2002, Kim Won-il. Półfinałowa walka zakończyła się zwycięstwem Prasada, który wygrał na punkty (24:18). W finale tych zawodów pokonał go Uzbek Bohodirion Sultanov. 
W marcu 2004 uczestniczył w turnieju kwalifikacyjnym dla Azji na igrzyska olimpijskie w Atenach. Przegrał swój półfinałowy pojedynek z reprezentantem gospodarzy, Chińczykiem Liu Yuanem, ulegając na punkty (10:20). W kwietniu tego samego roku zdobył brązowy medal w kategorii koguciej, rywalizując na igrzyskach Azji Południowej. W sierpniu tego samego roku uczestniczył na igrzyskach olimpijskich w Atenach. Rywalizację rozpoczął od punktowego zwycięstwa w 1/16 finału nad Hamidem Ait Bighradem, wygrywając 25:17. udział zakończył na 1/8 finału, przegrywając z Nigeryjczykiem Nestorem Bolumem. Rywalizował w kategorii koguciej.
W 2002 i 2003 był mistrzem Indii w kategorii koguciej.